# Paradise Ballroom
Paradise Ballroom is het tweede album van Graeme Edge, drummer van The Moody Blues. Na Kick Off Your Muddy Boots (1975) maakte Edge een zeereis op zijn jacht Delia, maar hij kon het muziek maken uiteindelijk niet loslaten. Het succes van Kick Off... was redelijk en ook de tournee was geslaagd. Een tweede album kon opgenomen worden. Edge was met Kick Off... de eerste met een echt soloalbum en met Paradise Ballroom ook de laatste; na dit album kwamen de "Moodies" weer bij elkaar en leverden in 1978 Octave af.
De opnames vonden plaats in de Threshold Studios. Het album kwam uit op Decca. "Be My Eyes" stond niet op de lp, het was een B-kant van de single "Everybody Needs Somebody". Het nummer kwam wel op de heruitgave op cd terecht.

## Musici
- Graeme Edge - drums (The Moody Blues);
- Adrian Gurvitz - zang, gitaar (Gun, Three Man Army, Baker-Gurvitz Army);
- Paul Gurvitz - zang, basgitaar (idem);
- Ann Odell - toetsen (Blue Mink, begeleidingsband van Bryan Ferry);
- Tony Hymas - toetsen (later Mott the Hoople);
- Blue Weaver - toetsen (Bee Gees, Strawbs);
- Rebop Kwaku Baah - percussie;
- B.J. Cole - steelgitaar;
- Memphis Horns - blazers.

## Composities
Alle muziek en teksten zijn geschreven door Graeme Edge en Adrian Gurvitz. 
| Nr. | Titel                          | Duur |
| --- | ------------------------------ | ---- |
| 1.  | Paradise Ballroom              | 9:08 |
| 2.  | Human                          | 6:04 |
| 3.  | Everybody Needs Somebody       | 4:50 |
| 4.  | All Is Fair in Love            | 5:03 |
| 5.  | Down, Down, Down               | 5:51 |
| 6.  | In the Night of the Light      | 3:06 |
| 7.  | Caroline                       | 5:56 |
| 8.  | Be My Eyes (extra track op cd) | 4:00 |

- MusicBrainz release group: 597f1421-a242-4596-9df6-f4d5ec8c894e